# Grupo M94

O Grupo M94 (também conhecido como Grupo Canes I ou Nuvem de Canes Venatici) é um grupo de galáxias localizado a aproximadamente 13 milhões de anos-luz de distância, nas constelações de Canes Venatici e Coma Berenices. Este é um dos muitos grupos do Superaglomerado de Virgem (Superaglomerado local).
Embora as galáxias neste grupo aparentam ser parte dessa larga estrutura, muitas das galáxias no grupo estão nos limites gravitacionais, e algumas não tem formado órbitas estáveis no ao redor do centro deste grupo. Em vez disso, muitas das galáxias neste grupo aparentam ter se movido com a expansão do Universo.

## Membros
A tabela abaixo lista todas as galáxias identificadas e confirmadas como membros do grupo pelo Nearby Galaxies Catalog, o Lyons Groups of Galaxies (LGG) Catalog, e três listas de grupos criados pelo Nearby Optical Galaxy de Giuricin et al.
| Nome     | Tipo       | A.R. (J2000)  | Dec. (J2000) | Redshift (km/s) | Magnitude |
| -------- | ---------- | ------------- | ------------ | --------------- | --------- |
| IC 3687  | IAB(s)m    | 12h 42m 15.1s | +38° 30′ 12″ | 354 ± 1         | 13.7      |
| IC 4182  | SA(s)m     | 13h 05m 49.5s | +37° 36′ 18″ | 321 ± 1         | 13.0      |
| M94      | (R)SA(r)ab | 12h 50m 53.0s | +41° 07′ 14″ | 308 ± 1         | 9.0       |
| NGC 4144 | SAB(s)cd   | 12h 09m 58.6s | +46° 27′ 26″ | 265 ± 1         | 12.1      |
| NGC 4190 | Im pec     | 12h 13m 44.8s | +36° 38′ 03″ | 228 ± 1         | 13.4      |
| NGC 4214 | IAB(s)m    | 12h 15m 39.2s | +36° 19′ 37″ | 291 ± 3         | 10.2      |
| NGC 4244 | SA(s)cd    | 12h 17m 29.6s | +37° 48′ 26″ | 244 ± 0         | 10.9      |
| NGC 4395 | SA(s)m     | 12h 25m 48.9s | +33° 32′ 48″ | 319 ± 1         | 10.6      |
| NGC 4449 | IBm        | 12h 28m 11.9s | +44° 05′ 40″ | 207 ± 4         | 10.0      |
| UGC 6817 | Im         | 11h 50m 53.0s | +38° 52′ 49″ | 242 ± 1         | 13.4      |
| UGC 7559 | IBm        | 12h 27m 05.2s | +37° 08′ 33″ | 218 ± 5         | 14.2      |
| UGC 7577 | Im         | 12h 27m 40.9s | +43° 29′ 44″ | 195 ± 0         | 12.8      |
| UGC 7698 | Im         | 12h 32m 54.4s | +31° 32′ 28″ | 331 ± 1         | 13.0      |
| UGC 8320 | IBm        | 13h 14m 27.9s | +45° 55′ 09″ | 192 ± 1         | 12.7      |

Adicionalmente, NGC 4105 e UGC 8331 são freqüentemente listados como membros do grupo em algumas referências citadas acima.
Foi sempre questionável saber qual é membro mais brilhante deste grupo e depende das análises usadas para determinar os membros do grupo. O Catálogo LGG identifica M106 como o membro grupo, fazendo-o membro mais brilhante neste grupo. Contudo, outros catálogo citados acima não identificam M106 como membro do grupo, então nesse caso M94 seria a galáxia mais brilhante que encontramos neste grupo.